# 密克罗尼西亚联邦国旗
密克罗尼西亚联邦国旗啟用於1978年11月30日。藍底，代表太平洋，四顆白色五角星代表了四個島群，即雅浦（Yap）、楚克（Chuuk）、波納佩（Pohnpei）和科斯雷（Kosrae）。
曾使用過聯合國旗、美國國旗和太平洋島嶼托管地旗。最後者的圖案幾乎與本旗一樣，只是多了代表帛琉、馬紹爾群島和北馬里亞納群島 （後來各自獨立）的三顆星，而科斯雷被算進波納佩的一部份，故有六顆星。

## 歷史旗幟

美国太平洋島嶼托管地旗 1965-1979 比例 10:19
联合国会旗 1945-1947 比例 2:3
美國國旗（密克羅尼西亞聯邦） 1944-1959 比例 10:19
美國國旗（密克羅尼西亞聯邦） 1959-1960 比例 10:19
美國國旗（密克羅尼西亞聯邦） 1960-1986 比例 10:19
1977-1992年前波纳佩州旗帜

## 各州旗帜

楚克州
科斯雷州
波纳佩州
雅浦州